# Fort Apache, The Bronx
Fort Apache, The Bronx es una película de 1981 hecha por Producers Circle, Time-Life Television Productions Inc., y distribuida por Twentieth Century-Fox Film Corporation. Fue dirigida por Daniel Petrie y producida por Martin Richards, Thomas Fiorello, con David Susskind como productor ejecutivo. Está protagonizada por Paul Newman, Ken Wahl, Danny Aiello, Edward Asner, Rachel Ticotin, Kathleen Beller, Pam Grier, Clifford David y Miguel Piñero.
Filmada en el Bronx, Nueva York. 

## Sinopsis
Entre los restos de un desolado lugar, subsiste una comisaría de policía, al igual que un fuerte territorio hostil. Fuera de sus paredes, se suceden los asesinatos, los disturbios, las drogas en el marco de un árido paisaje urbano. Dentro, entre la corrupción y la indiferencia, cada oficial hace lo que puede para cumplir con su deber. El principal agente es Murphy (Paul Newman).
Los oficiales de policía enfrentan muchos desafíos en la región del sur del Bronx, en decadencia, empobrecida y de alta criminalidad, en la ciudad de Nueva York. Entre estos oficiales se encuentran los oficiales de la policía de Nueva York Murphy (Paul Newman) y Corelli (Ken Wahl), que trabajan en el distrito 41, apodado «Fort Apache» porque para quienes trabajan allí, se siente como un puesto de avanzada del ejército en territorio extranjero ante el peligro de los robos, las calles están llenas de criminales peligrosos como bandas violentas y narcotraficantes. 
El desempleo es muy alto y el barrio está lleno de basura, conflictos sociales y edificios destrozados. Si bien el policía Murphy es un padre divorciado, solitario y bebedor, tiene una gran camaradería con el oficial Corelli. La vida de Murphy también mejora cuando conoce a una joven enfermera, Isabella (Rachel Ticotin) en un hospital y comienzan una relación romántica en el barrio del Bronx.
El precinto es uno de los peores y más deteriorados de todo el departamento, se acerca a la demolición y está compuesto principalmente por oficiales que no son deseados, corruptos y han sido trasladados fuera de otros recintos. Además, los oficiales de la comisaría no representan a la gran comunidad puertorriqueña, ya que solo el 4% de los oficiales son hispanos en la sección más grande del Bronx que no habla inglés y viven muchos migrantes. Corelli y Murphy intentan mantener la ley y el orden atrapando a proxenetas y ladrones, pero tienen conflictos con sus compañeros oficiales corruptos y con un capitán de policía recién nombrado, Connolly (Ed Asner). Enfrentan disturbios en las calles debido a la presunta brutalidad policial, así como problemas relacionados con la muerte de dos policías novatos, que fueron baleados por la drogadicta y prostituta Charlotte (Pam Grier) y a la que buscan para apresar desde hace mucho tiempo. 
Durante el motín, Murphy y Corelli son testigos desde la terraza de un edificio, cómo un oficial corrupto arroja a un adolescente inocente desde el techo de un apartamento hasta la muerte y ellos no pueden hacer nada para evitarlo, tampoco lo denuncian por las presiones que existe sobre brutalidad policial en el Bronx. A medida que Murphy se vuelve más íntimo con Isabella, comienzan una relación sexual muy intensa, mientras ellos duermen juntos, Murphy nota «huellas» en su piel, luego ella admite que usa heroína como una forma de relajarse después de trabajar en un entorno tan estresante, también le dice que otros empleados del hospital también consumen heroína, incluso los médicos.
Para comprobar la inutilidad de la vigilancia en el recinto, Charlotte, la asesina de los dos policías novatos, nunca se encuentra, a pesar de los arrestos masivos y los interrogatorios, ella escapa y sigue su vida en el Bronx. Más tarde ella es asesinada por un traficante que intentó matar en la calle y su cuerpo se muestra como un bulto anónimo tirado en la basura al costado de la calle. A su vez, los asesinos de Charlotte también reciben un disparo en un tiroteo con Murphy cuando toman rehenes en el hospital en el que trabajaba Isabella y nunca se logran resolver esos crímenes. 
Murphy, en una escena muy conmovedora, tiene el corazón roto cuando Isabella muere de una sobredosis de drogas, puesto por sus enemigos traficantes de drogas para matarla, detener una investigación en su contra y nadie pueda sospechar de su muerte, al ser ella adicta a la heroína, este es otro crimen sin resolver en el Bronx, y Murphy lucha con la cuestión moral de si debe mantener el «código azul», no informar a las autoridades sobre el oficial que arrojó al adolescente por el techo. Murphy decide renunciar a la policía y denunciar el asesinato, una decisión que hará que otros oficiales lo odien y lo vean como una «paloma taburete», pero la investigación no prospera por falta de pruebas. Murphy parece estar a punto de abandonar la fuerza, cuando ve al ladrón de bolsos huir de una casa que robó en ese momento. Murphy y Corelli persiguen al ladrón, corren juntos tras él y la imagen se congela cuando Murphy salta sobre una banca del parque para capturarlo.